# Lista över figurer i Warcraft
Denna artikel listar rollfigurer och varelser i spelserien Warcraft.
- Algalon the Observer
- Drek'Thar
- Durotan
- Freya
- Turalyon
- Greatmother Geyah
- Malygos

## Alexstrasza
Alextrasza the Lifebinder är drottning över de fem stora draksläkterna i Azeroth. Hon leder de röda drakarna, och är "The Aspect of Life".

## Arthas
Arthas Menethil, kronprins av Lordaeron och Riddare av Silver Hand, var son till kung Terenas Menethil II och arvinge till tronen. Han var utbildad som en Paladin av Uther the Lightbringer, och hade en romantisk relation med "besvärjaren" Jaina Proudmoore. Men trots sin lovande början blev Arthas en av de mest kraftfulla och ondskefulla varelser som Azeroth någonsin skulle uppleva när han tog upp runsvärdet Frostmourne och blev The Lich King.
Han fick betala ett alltför högt pris för att få hämnd mot demonen Mal'ganis. Tyvärr visar det sig i World Of Warcraft: Wrath of the Lich king att han överlevde. Han har korrumperat en av ledarna av Scarlet Monastery (I Northrend omdöpta till Scarlet Onslaught) och går att besegra. I en av böckerna om Arthas beskrivs en av hans dagdrömmar (följande är en kort sammanfattning av vad som händer i ett kapitel):
Han sitter i ett långt rum, vid ett långt rektangulärt bord. Han sitter vid en av kortsidorna. På hans vänstra sida sitter han själv, som människa, och på han högra sida, ner'zhul, den gamla "Lich King". Efter en lång diskussion tar han sitt svärd, Frostmourne och dödar båda, för att symbolisera att Arthas finns inte mer, inte Ner'zul heller. Arthas blir The Lich King och tar kontroll över "the Undead Scourge".

## Balnazzar
Balnazzar är en av de tre dreadlords, vars uppgift var att kolla över det fallna Lordearon medan Archimode och Tichondrius intog Kalimdor. De två andra Dreadlorderna heter Detheroc och Varimathras. Detheroc tar över en av människornas generalers sinne, vilket förslavar hela hans armé. Varimathras går med Sylvanas Windrunner. Balnazzar är för spelare över level 55+ tillgänglig att döda i Instances Stratholme. Han heter vid stridens början Grand Crusader Dathrohan, men med endast 40 procent av sitt totala hp kvar, förvandlar han sig till demonen Balnazzar och ropar:
You Fools! Did you really tough you could defeat the demons of nathrezim? (Era dumskallar, trodde ni att ni kunde döda demonerna från nathrezim).

## Cairne Bloodhoof
Cairne Bloodhoof var ledaren för tauren, men dödades i en strid mot Garrosh Hellscream. Vad varken Cairne eller Garrosh visste var att Magatha Grimtotem, en tauren från Grimtotem-stammen, hade strukit gift på Garrosh vapen. Han efterträddes av sin son, Baine.

## Chromaggus
Chromaggus är den onde draken Nefarians husdjur. Denna drake var en gång en Core Hound från kärnan av Azeroth men tillfångatogs av Nefarian, som muterade honom med aspekterna från röda, blå, gröna och svarta drakar. Han blev den förste medlemmen i "The Chromatic Dragonflight".

## Deathwing
Deathwing the Destroyer är far till Onyxia och Nefarian. Han betraktas som ond och galen och är ledare för de svarta drakarna. Innan han blev galen var han Neltharion the Earthwarder, väktare över världens djupa platser. Där lurade dock onda varelser vars viskningar i han sinne till slut gjorde Neltharion galen. Efter en tid som undangömd har han nu återvänt för att underkasta sig världen. Hans främsta fiende är Alexstrasza the Lifebinder. I World of Warcraft: Cataclysm  får man möta Deathwing i en sista strid, för att sedan döda honom. Efter att han dör försvinner de andra drakaspekternas krafter.

## Garrosh Hellscream
Numera "War Chief" (ledare) för orcerna och "The Horde". Han tog över efter att Thrall gett sig av för att hjälpa till att reparera skadorna som uppstod i världen då Deathwing kom fram.

## Grom Hellscream
Grom Hellscream var den legendariska krigaren, och Thralls förebild och vän. Han stupade i striden mot Pit Lord Mannoroth.

## Gul'dan
Är en ond orc warlock. Ytterst ond och planerar att förstöra azeroth.

## Harrison Jones
Harrison Jones är en arkeolog och utforskare, så att säga en parodi på Harrison Ford och "Indiana Jones". Är även expert inom ultraljudsundersökningar av mumier.

## Hogger
Hogger är en så kallad Gnoll som befinner sig i sydvästra hörnet av Elwynn Forest, och har uppnått en legendarisk status bland spelarna, och är även en boss i instansen "The Stockades". Teorier finns om att Hogger kommer vara den slutgiltiga bossen i World of Warcraft.

## Kael'thas
Kael'thas är en rollfigur i spelserien Warcraft. Han var ledare för Blood Elves.
Efter förstörelsen av Quel'thalas, döpte de överlevande High Elves (Quel'dorei) om sig till Blood Elves (Sin'dorei) och de styrdes av Kael'thas.
Ett tag tjänar han The Alliance men under ett uppdrag så tvingas han samarbeta med Naga(ormliknande varelser som är korrumperade Night Elves).När hans befäl upptäcker detta så bestäms det att alla Blood Elves ska avrättas. Kael'thas tänker inte låta detta hända så han allierar sig med Illidan som leder Blood Elves till världen Outland som de tar över.

## Nefarian
Nefarian (Lord Victor Nefarius) är den sista bossen i instansen Blackwing Lair i MMORPG-spelet World Of Warcraft
Han är till en början en människa men förvandlar sig själv till en drake när slaget ska börja. Nefarian är även bror till draken Onyxia i Onyxia's Lair som finns i Dustwallow Marsh.
Mellan den onde Ragnaros undersåtar och dennes pågår ett evigt krig över kontrollen av Blackrock Spire.

## Ragnaros
Ragnaros, sista bossen i instansen Molten Core i spelet World of Warcraft, det bör även nämnas att det är denna boss som droppar Ragnaros legendariska hammare. Han är härskaren inom elementet eld, och vistas i The Firelands. Efter att han blivit besegrad i Molten Core har han kommit tillbaka, och kommer ingå i en ny raid i The Firelands.
MC var den första end-game instansen som fanns i WoW. Vartefter det kom nya patcher har Blizzard valt att lägga till flera instanser. 
I Molten Core ingår spelaren i en så kallad raid som består av upp till 40 personer.

## Thrall
Thrall är en fiktiv rollfigur ur spelserien om Warcraft. Han är ledare över Horden.
Thrall är son till Durotan, förra ledaren av The Frostwolf Clan, och Draka. Han uppfostrades av människor under den tid då orcherna hade förlorat ett flertal slag och blivit förslavade. Han befriade sitt folk och seglade västerut mot Kalimdor, till en plats som han döpte till Durotar efter sin far. Han är den mäktigaste shamanen i Azeroth. Genom att besegra den ondskefulla pith lord mannoroth med hjälp av den legendariske Grom Hellscream befriar han horden från dess välde. När Lord Deathwing återvänder beger han sig för att stoppa han krafter i the Maelstorm.

## Uther Lightbringer
Uther Lightbringer är en karaktär i spelserien Warcraft.
Uther var en Paladin, den första i orden The Knights of the Silver Hand och därmed också den första av dem alla. Blev dödad av sin lärjunge Arthas Menethil efter att han hade blivit en korrumperad Death Knight.
Uther finns med i spelen Warcraft II: Tides of Darkness, Warcraft III: Reign of Chaos samt som en staty och i en instans som heter Culling Of Stratholme i World of Warcraft

## Varian Wrynn
Varian Wrynn är en fiktiv rollfigur ur spelserien om Warcraft. Han är ledare över Alliance. Kallas ibland Lo'gosh ("spökvarg") efter en tid som gladiator.

## Vol'jin
Vol'jin är en rollfigur ur spelserien om Warcraft. Han är ledare över Darkspear Tribe.

## Yogg-Saron
Yogg-Saron, sista bossen i raidinstansen Ulduar i spelet World of Warcraft. Han är en av de gamla gudarna som titanerna fängslade under världens yta. Han skapade "The Curse of Flesh", som bland annat ledde till att människorna blev till. Kroppsligt sett består Yogg-Saron av tusentals tentakler, vilket tros vara orsaken till att japanska spelare spenderar så mycket tid i Ulduar.

### Fotnoter
1. ↑  ”Alexstrasza” (på engelska). Giantbomb. http://www.giantbomb.com/alexstrasza/3005-8571/. Läst 25 september 2015.